# Trachys troglodytiformis
Trachys troglodytiformis é uma espécie de insetos coleópteros polífagos pertencente à família Buprestidae.
A autoridade científica da espécie é Obenberger, tendo sido descrita no ano de 1918.
Trata-se de uma espécie presente no território português.